# Kaburee Ioane
Kaburee Ioane (29 juli 1994) is een vrouwelijke Kiribatische taekwondoka. Ze streed in de Taekwondo bij de Olympische Jeugdzomerspelen 2010 – Meisjes' 55 kg-categorie, maar werd uitgeschakeld in de kwartfinales. 